# Benson & Hedges

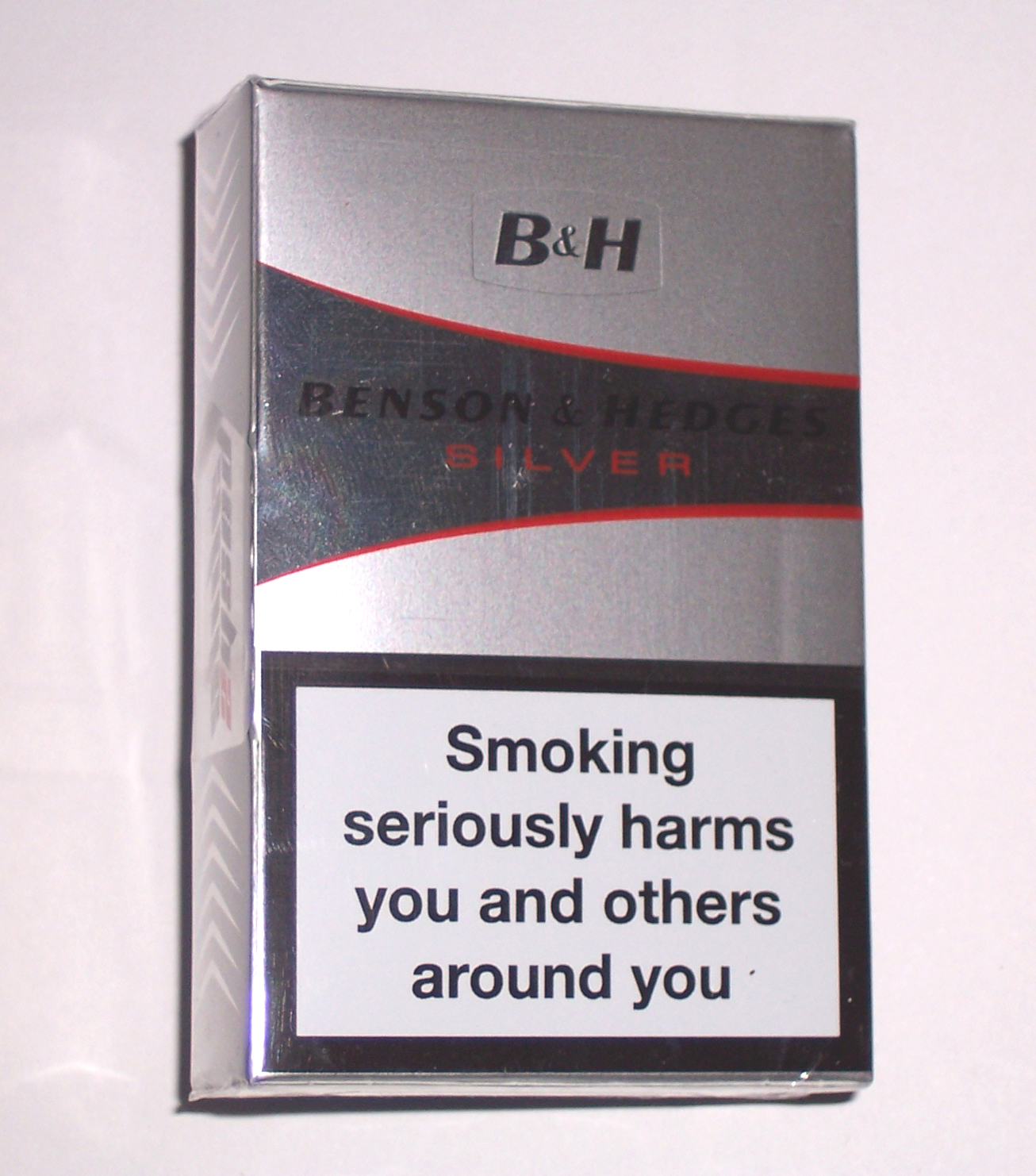
Benson & Hedges Silver

Benson & Hedges é uma marca de cigarros, criada em 1873 por Richard Benson e William Hedges, pertencente ao Gallaher Group, que se tornou uma subsidiária da Japan Tobacco International, em 2007.

## História
Patrocinou entre 1996 e 2005 a equipe Jordan Grand Prix na fórmula 1. A marca de cigarros Benson & Hedges tem suas origens em 1873, quando Richard Benson e William Hedges entraram no ramo do tabaco com a fundação da Benson & Hedges Ltd, localizada na 13 Old Bond Street em Londres. Em 1876 a marca recebeu sua primeira garantia real concedida pelo Príncipe de Gales Edward VII. No ano de 1885, Richard deixou o negócio ao seu filho, Alfred Paget, sucedeu seu pai. Na virada do século, filiais da empresa foram abertas nos Estados Unidos (em 1899 na 5th Avenue em New York) e no Canadá. No ano de 1928 a filial americana se tornou independente e subsequente foi comprada pela empresa Philip Morris no ano de 1954. 
Em 1955 a marca foi adquirida na Inglaterra pela Gallaher Limited e em 1956 a British American Tabacco adquiriu os direitos da Benson & Hedges fora da Inglaterra. Na década de 60 lançou a campanha publicitária com o slogan “The Disadvantages”. No ano de 1979 a marca vendeu 27.8 bilhões de cigarros no mercado americano, sendo o sexto cigarro mais consumido do país. Desde seu lançamento, o sucesso de Benson & Hedges está agora nas mãos de diversas empresas. Juntas, Rothmans Benson & Hedges (da qual Philip Morris controla 40%), Gallaher (que originalmente lançou a marca no mercado britânico nos anos 60) e British American Tobacco (que distribui a marca em mais de 80 países), fazem de Benson & Hedges a segunda marca de cigarro mais valiosa do mundo.